# Stanislav Gálik
PhDr. Stanislav Gálik (* 16. června 1986) je česko-slovenský podnikatel, psycholog a inovátor. Do prosince 2023 působil jako generální ředitel, vedl inovační laboratoř Aures Laboratories a byl předsedou představenstva Driverama Holdings. Je také autorem několika knih a přednáší na Masarykově univerzitě v Brně a Vysoké škole NEWTON, a.s.

## Studium a výzkum
Stanislav Gálik vystudoval psychologii na Masarykově univerzitě v Brně. V roce 2011 získal titul PhDr. Ve své rigorózní práci se věnoval teorii přesvědčování, která se také stala tématem jeho první knihy Psychologie přesvědčování. Ta vyšla v nakladatelství Grada v roce 2012.

Od roku 2013 do 2015 přednášel na Filozofické fakultě Masarykovy univerzity předmět Neuropsychologie rozhodování a působil jako předseda Central European Neuromarketing Association.

V současné době Gálik přednáší na Masarykově univerzitě v Brně a také na Vysoké škole NEWTON, a.s. v Praze.

## Podnikání a inovace
V roce 2011 jako startup založil pánskou oděvní značku Galard, která se zabývá výrobou prémiového společenského oblečení na míru. Po více než dvou letech ji následně prodal investiční skupině DRFG, aby mohl rozvíjet další projekty.

V roce 2013 spoluzaložil inovační centrum UNIFER, které poskytuje studentům možnost získat praxi při práci na projektech v reálných firmách a tím zvýšit svoji možnost uplatnění po ukončení studia. Inovacím se Gálik věnoval i následně v České spořitelně.

Od ledna 2018 do prosince 2023 působil jako generální ředitel inovačního centra Aures Laboratories sítě autocenter AAA AUTO (dnes Aures Holdings). Aures Laboratories pod jeho vedením vyvinulo dvojici aplikací Stock Allocation a Algorithmic Pricing, které analýzou big data umožňují uživatelům mapovat trh s ojetými vozy. V rámci produktových inovací spustili obchod s investičními vozy Mototechna Classic a půjčovnu aut Mototechna Drive. Od dubna 2021 do prosince 2023 byl Stanislav Gálik také předsedou představenstva Driverama Holdings.
V roce 2015 jej časopis Forbes zařadil do žebříčku 30 pod 30, který každoročně oceňuje 30 talentů mladších než 30 let, kteří mění svět kolem sebe.

## Literární tvorba
V roce 2015 Gálik několik měsíců cestoval způsobem, pro který vymyslel název "richhike". Jde o spojení slov „rich“ bohatý a „hitchhike“ stopovat. Spočívá ve stopování bohatých lidí a naslouchání jejich příběhům. Gálik tuto cestu popsal ve své knize Jak jsem stopoval letadlo, která vyšla u nakladatelství BizBooks v roce 2016.